# 分子雲

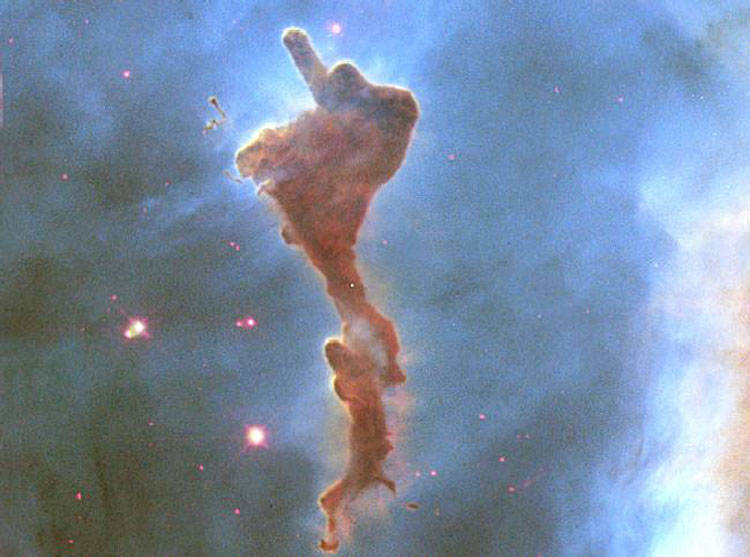
イータカリーナ星雲の分子雲

分子雲 (molecular cloud) または星間分子雲 (interstellar molecular cloud) は、主に水素分子 (H2) からなる星間ガス雲のこと。分子雲の中でも特に密度の濃い分子雲コアは星が誕生する母体となる。

## 観測方法
分子雲は10 K程度の低温であり、主成分である水素分子は電磁波を放射できない。そのため、分子雲の研究には水素分子やヘリウムについで存在量が大きい一酸化炭素分子 (CO) が使われることが多い。他の銀河ではともかく、天の川銀河内ではCOの光度とH2の質量の比は一定と想定されている
。

## 起源

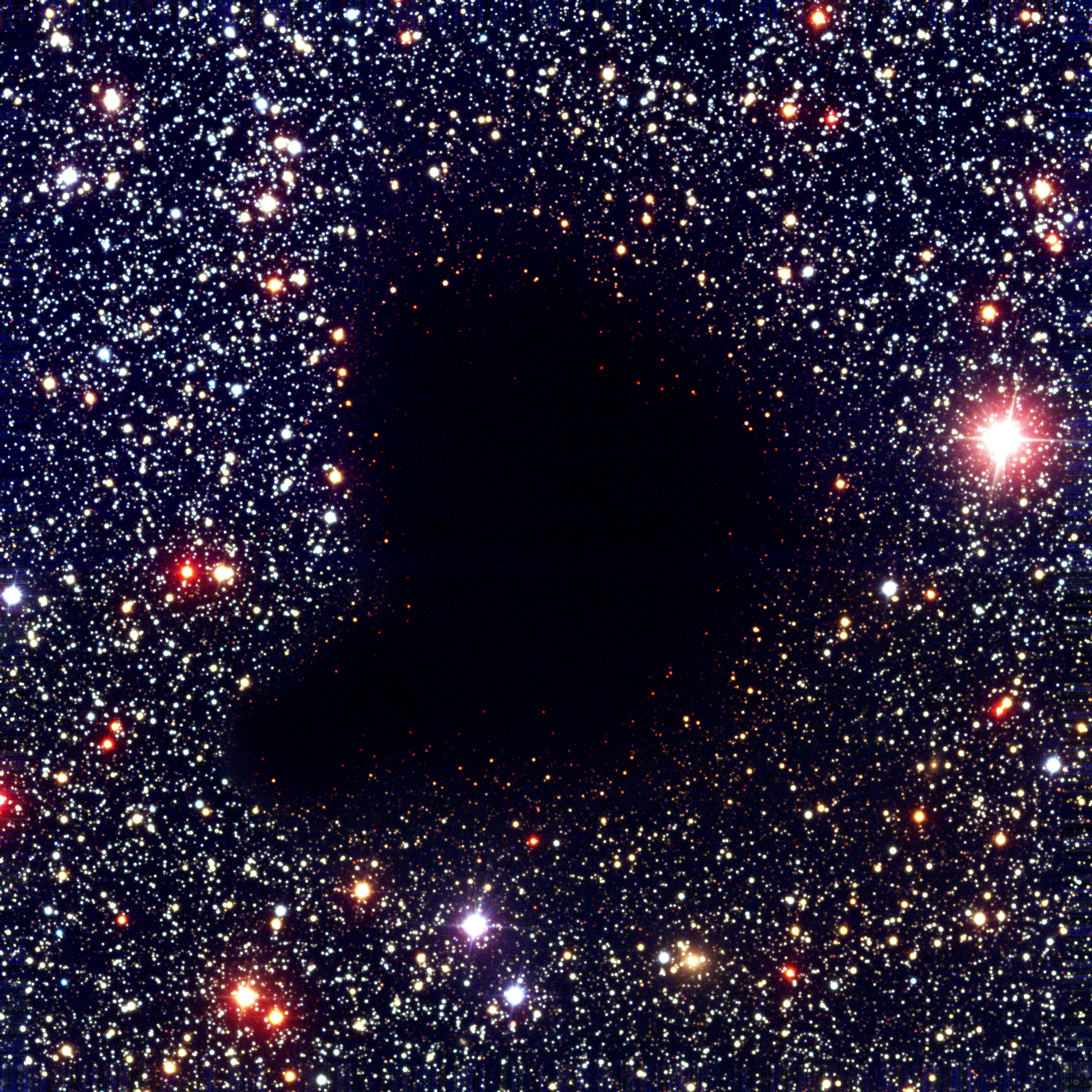
バーナード68

銀河系では、分子ガスは星間物質全体の体積の1%以下であるが、太陽系の軌道の内側にある質量の約半分を占めるほど、密度が高い領域である。分子ガスの塊は銀河系の中心から3.5-7.5キロパーセクの距離に環状に広がっている（太陽系は銀河系の中心から約8.5キロパーセクである）。銀河系の一酸化炭素の大規模なマップを見ると、ガスは銀河の渦状腕に沿って分布していることが分かる。分子ガスの大部分は銀河の渦状腕にあるため、分子雲は渦状腕を通過する時間である1000万年の間に形成されるとする説がある。
分子雲は銀河のディスクから垂直方向に約50-75パーセクの範囲に広がっており、特徴的なスケールハイトを持つ。これは、熱原子の130-400パーセク、熱イオンの1000パーセクと比べても狭い範囲である。
分子雲の分布は長距離的に見ると平均的であるが、詳しく見ると非常に不規則である。
太陽近傍の分子雲は非常に大きく見えるため、星座の一部分を覆い、オリオン座分子雲やおうし座分子雲のようにその星座の名前で呼ばれることがある。これらの分子雲は、グールド・ベルトと呼ばれる環状の構造に配置されている。銀河中心の周りには半径約200～300パーセクの分子ガスの環があり、この中にはいて座B2と呼ばれる巨大分子雲複合体がある。いて座B2は化学種が豊富で、天文学者が新しい星間分子を探す対象の領域となっている。

## 分子雲のタイプ

### 暗黒星雲
104太陽質量 (M☉) 未満の質量の分子雲を暗黒星雲と呼ぶ。暗黒星雲では1M☉程度かそれ以下の小質量星のみが形成される。

### 巨大分子雲
104M☉以上の質量を持つ分子雲を巨大分子雲 (giant molecular clouds) と呼ぶ。巨大分子雲では、小質量星だけでなく数M☉から数十M☉の質量を持つ中質量星～大質量星も形成される。

### 分子雲コア
分子雲は、繊維状、シート状、泡状、不規則な塊状などの複雑な内部構造を持つ。その中で密度が大きい塊は「分子雲コア (molecular cloud core, dense molecular core) 」と呼ばれる。分子雲コアの温度は10K程度、直径0.1pc程度で質量は10太陽質量程度。水素分子密度は1万～100万個cm−3。分子雲コアにある高密度の塵は、背景からの恒星の光を遮り、暗黒星雲と呼ばれるシルエットのように見える。

### グロビュール
周辺の分子雲から孤立した小型の分子雲はグロビュール (globule) と呼ばれる。中でも10～102M☉ほどの質量を持つ大型のものはボック・グロビュールと呼ばれ、内部で星形成をするものもある。

### 高緯度拡散分子雲
1984年、IRASは新しいタイプの拡散した分子雲を発見した。これらは銀河座標の高緯度領域に繊維状に分布した分子雲で、水素分子密度は約30個cm−3である。

## 過程

### 星形成

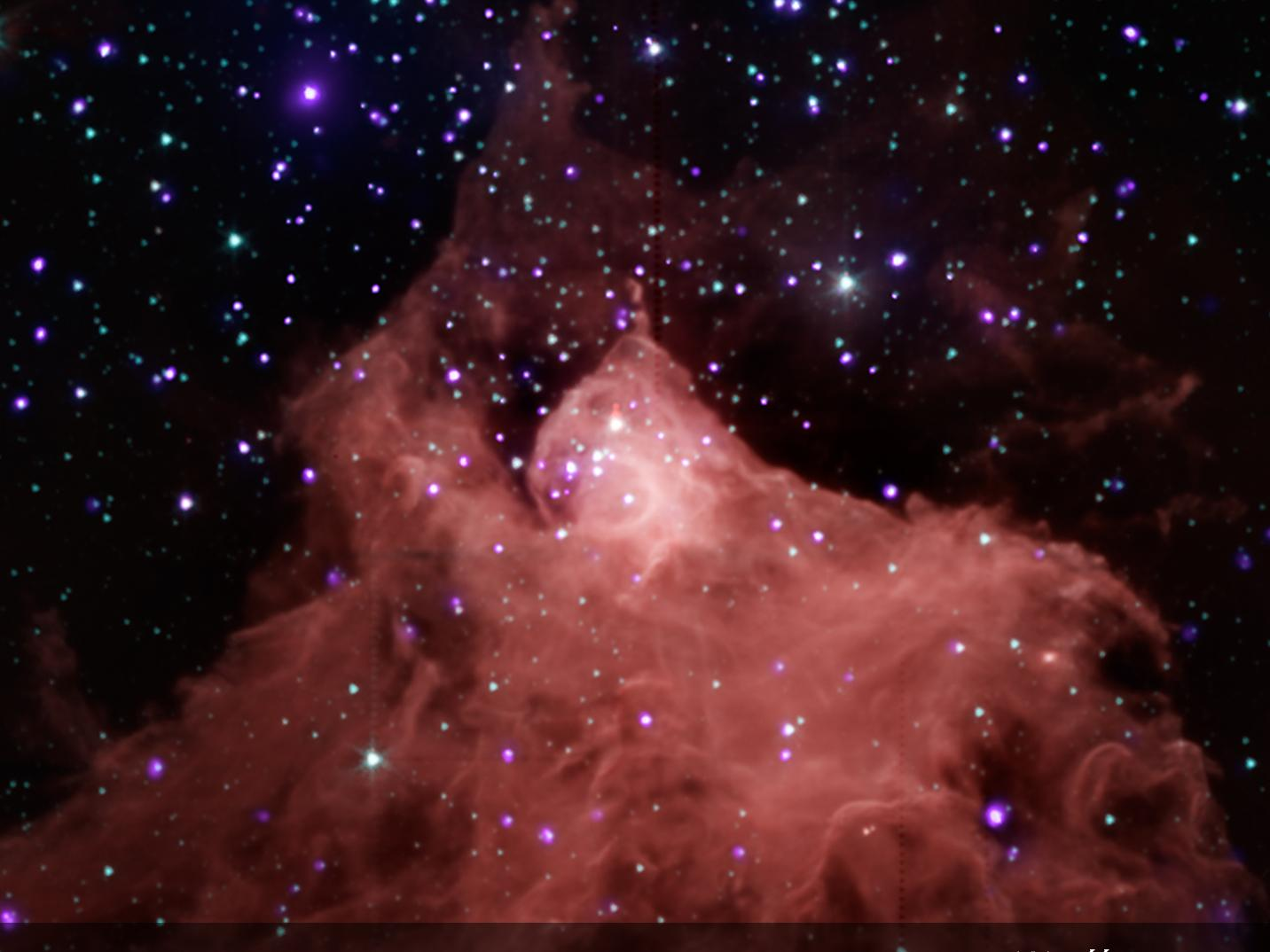
ケフェウス座Bの分子雲の中や回りには若い恒星がある。

星形成は分子雲でのみ起こると信じられている。これは低い温度と高い密度の結果、分子雲を崩壊させる重力が内部からの圧力を上回ることで起きる。また観測の結果、分子雲は空の雲のように外部からの圧力によってまとまっているのではなく、恒星や惑星、銀河のように自身の重力の影響の方が大きいことが明らかになった。
分子雲では、数100万～数1000万年にわって星が作り続けられるとされる。

### 物理学
分子雲の物理学についてはまだ分かっていないことが多く、議論の最中にある。内部の運動は、冷たく磁性を持ったガスの乱流に支配される。乱流の速度は超音速で磁場の撹乱の速度と匹敵し、この状態は急速にエネルギーを失って、エネルギーの再注入がなければ完全に崩壊すると考えられている。同時に、分子雲はその質量が恒星になる前に、例えば巨大な恒星の質量の影響等によって崩壊させられることがあることも知られている。
特に巨大分子雲は、しばしば内部にメーザーを含むことがある。